# Gornji Dubovec
Gornji Dubovec falu Horvátországban Kapronca-Kőrös megyében. Közigazgatásilag Kőröshöz tartozik.

## Fekvése
Köröstől 9 km-re délnyugatra fekszik.

## Története
1857-ben 21, 1910-ben 39 lakosa volt. Trianonig Belovár-Kőrös vármegye Körösi járásához tartozott. 2001-ben 13 lakosa volt.

## Nevezetességei
Antiochiai Szent Margit tiszteletére szentelt plébániatemploma egy barokk épület, amelynek legrégebbi részei a 15. századból a 16. századba való átmenet gótikus szakaszába tartoznak. A késő gótikus templomból egy támpillérekkel megtámasztott, sokszögű szentély külső palástja maradt meg. A restaurációt a késő barokk szellemében végezték 1780-1788 között, amikor a templom új boltozatot és új harangtornyot kapott. A szentélytől északra található sekrestye valamivel korábbi, a szentély kőkapuján az 1763-as évszám látható.